# برنار ت فيلد
برنار ت فيلد (بالإنجليزية: Bernard T. Feld)‏ (و. 1919 – 1993 م) هو عالم نووي من الولايات المتحدة الأمريكية . ولد في بروكلين .
توفي في بروكلين .